# Aiguaviva
|  | Per a altres significats, vegeu «Aiguaviva (desambiguació)». |

Aiguaviva és un municipi català de la comarca del Gironès que forma part de l'àrea urbana de la ciutat de Girona. També s'anomena Aiguaviva de la Selva per diferenciar-la d'Aiguaviva de Bergantes al Matarranya, tot i que el IEC defensa la forma Aiguaviva de Gironès (que alguns consideren artificial i sense fonaments històrics).

## Geografia
- Llista de topònims d'Aiguaviva (Orografia: muntanyes, serres, collades, indrets..; hidrografia: rius, fonts...; edificis: cases, masies, esglésies, etc).

El terme municipal d'Aiguaviva, en part pla i en part accidentat, s'estén al sud-oest del pla de Girona i pels turons que limiten aquest pla. D'una extensió de 13,91 km², limita a l'oest amb el terme de Bescanó, al nord amb el de Vilablareix i a l'est amb el de Fornells de la Selva, municipis tots del Gironès. Al sud afronta amb els termes de Riudellots de la Selva i Vilobí d'Onyar, ambdós de la comarca de la Selva.
El poblament és disseminat i repartit en veïnats d'Aiguaviva de Dalt, Aiguaiva de Baix, Güell, Masrocs i Puigtorrat, i, a més, comprèn l'antic terme de Vilademany. Dins el municipi hi ha nombroses masies.

## Comunicacions
Travessa la part septentrional del terme la carretera de Girona a Santa Coloma de Farners, principal via de comunicació del municipi. La següent carretera en importància és la que comunica el nucli d'Aiguaviva amb l'Aeroport Girona-Costa Brava, que també serveix per vertebrar els diferents accesos a masies del sector més planer i meridional dle municipi. A més, hi ha tota una xarxa de carreteres menors que comuniquen els diferents veïnats i masies d'Aiguaviva entre si i amb els municipis i pobles de la rodalia, principalment amb Fornells, Riudellots, Vilobí i Salitja, dins el terme de Vilobí. Rega la part septentrional del terme el riu Güell i la resta el torrent de Masrocs i el rec de la Torre.

## Economia
Una part del sector més accidentat és boscada: alzines, alzines sureres, pins i roures. Els recursos econòmics es basen, sobretot, en l'agricultura, principalment de secà, on es conreen cereals, llegums i melons. Les explotacions agrícoles són en la seva majoria inferiors a les 5 ha, encara que també n'hi ha moltes que ocupen entre 5 ha i 50 ha; nomes n'hi ha una que sobrepassa les 50 ha. Tot i aquest repartiment, nomes la meitat de la seva superfície és explotada en administració directa; la resta, un 60%, ho és en parceria i un 40% en arrendament. Algunes teuleries i una ramaderia d'escassa entitat complementen l'economia. Tanmateix també existeix certa activitat industrial centrada en diversos polígons construïts prop de la carretera de Girona a Santa Coloma de Farners a l'extrem nord del municipi, pràcticament en el límit amb el de Vilablareix.

## Història
Al nucli antic d'Aiguaviva (169 alt.), a la part septentrional del terme, vora la carretera de Girona a Santa Coloma de Farners, hi ha la parròquia de Sant Joan, de l'ardiaconat de la Selva, que pertanyia antigament al monestir de Breda. Aquesta església apareix mencionada en la butlla d'Innocenci IV, de 1246, que confirma els béns del monestir de Sant Salvador de Breda. El 1365 el rei Pere el Cerimoniós va vendre la jurisdicció d'Aiguaviva a la ciutat de Girona. L'any 1698 figura aquest poble com a lloc reial.
En l'època romana sembla que a Aiguaviva hi havia un petit assentament de tipus agrícola. S'han trobat, també, restes d'una torre sepulcral romana, construïda amb pedra i morter. Prop del límit amb Vilablareix hi ha l'antiga casa dels templers anomenada, a causa de la capella adjunta, el Temple de Santa Magdalena, edificació del segle xvi feta sobre una altra d'anterior del segle xiii, amb escuts medievals a la façana, força interessants. El domini dels templers a Aiguaviva fou iniciat vers el 1190 i prengué categoria de comanda d'Aiguaviva el 1209. Quan el 1317 es va suprimir l'orde dels templers totes les seves possessions passaren als hospitalers, que en tingueren cura fins al 1804; havia estat el centre de l'anomenada quadra de Sant Joan. Per un document de les darreries del segle xviii sabem que la comanda d'Aiguaviva era formada per unes altres quatre comandes: la del temple d'Aiguaviva, la del temple de la vila de Castelló d'Empúries, la d'Avinyonet i la de Sant Llorenç de les Arenes. Les rendes, que es recaptaven a diferents pobles del bisbat de Girona, provenien, en la seva majoria, de censos per domini directe. Des d'Aiguaviva s'administraven els béns dels templers del Gironès.
L'any 1305 era comanador Guerau de Regàs, durant els anys 1348/61 ho va ser Ramon de Vilademany i el 1610 el comanador era Felip d'Oms, que també ho era d'Avinyonet. Posteriorment, el 1780 el comanador nomes tenia jurisdicció de les cases i terres que posseïa a Aiguaviva, mentre que antigament havia tingut la jurisdicció civil i criminal dels pobles d'Avinyonet, Fontanilles i Sant Jordi Desvalls. Els templers de la comanda d'Aiguaviva havien posseït, també, béns a Salt, en el terme de la parròquia de Sant Cugat, concretament un molí que comprà Berenguer d'Arbós a Berenguer de Salt.
La guerra del francès va portar greus danys a Aiguaviva. Pel maig de 1809 les tropes de la divisió italiana comandades pel general Lechi, que veia de Vic amb la intenció de col·laborar en el setge de Girona, van cremar el poble i assaltaren la majoria de les masies de la rodalia. Durant el curt temps de dominació napoleònica, el poble d'Aiguaviva formava part del cantó de Girona i donava el seu nom a un dels subcantons juntament amb Vilablareix i Estanyol.
L'antic castell de Vilademany era situat a l'indret de l'actual mas del Forroll, vora el límit amb Vilobí d'Onyar, per on s'estenia també el seu terme. Resta la capella, adossada al mas, del segle xii modificada 1564, anomenada antigament Sant Jaume de Vilademany. Actualment s'utilitza com a magatzem agrícola, (Els arrendataris van fer una neteja i recuperació de la pedra de l'ermita cap al 1986). No gaire lluny prop de l'Aeroport de Girona - Costa Brava, hi ha la capella de Santa Maria de Vilademany, romànica, existent ja el 1116. El topònim de Vilademany és documentat des del 948. Eren senyors del castell i antic terme feudal els Vilademany, feudataris dels vescomtes de Cabrera, coneguts des del segle xi, que al llarg dels segles xiv i xv esdevingueren senyors de la varvassoria de Vilademany i en aquesta època posseïen els castells de Vilademany, Taradell i Santa Coloma de Farners. Són dits varvassors del comtat d'Osona a partir de 1356, per tal com hi posseïen l'extens terme del castell de Taradell, amb les seves parròquies o termes actuals de Viladrau, Santa Eugènia de Berga i Vilalleons.

## Fills il·lustres
Com a fill il·lustre d'Aiguaviva es pot esmentar Joan Vidal i Noguera (1751-1808), que fou beneficiat de la catedral de Girona, d'on passà a Llançà i finalment a l'Església de Sant Feliu de Girona. Va morir el juny del 1808 en un dels primers setges que els francesos posaren a la ciutat de Girona i enterrat a la parròquia esmentada de Sant Feliu.

## Demografia
| Entitat de població | Habitants (2024) |
| Aiguaviva           | 369              |
| Mas Aliu            | 134              |
| Can Jordi           | 77               |
| Puigtorrat          | 72               |
| Migdia              | 63               |
| Güell               | 42               |
| Rajoleries          | 37               |
| Masrocs             | 6                |
| Font: Idescat       |                  |

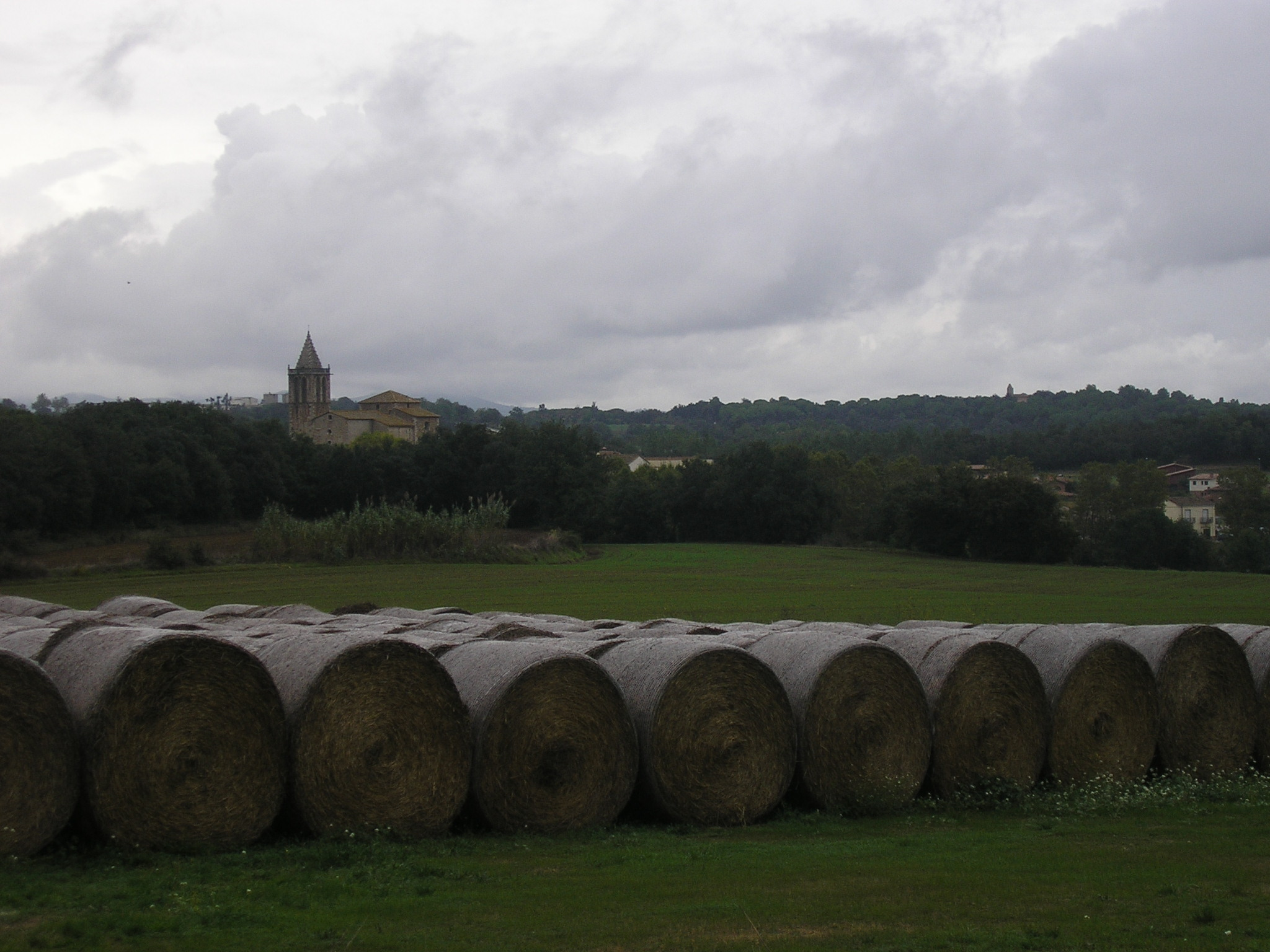
Vista des de la Pedra Dalmaua

El municipi d'Aiguaviva tenia 33 focs l'any 1365, repartits de la manera següent: 26 eclesiàstics, 3 de ciutadans, 2 de cavallers (Vilademany) i 2 de la Quadra de Sant Joan (del comte d'Osona), mentre que en el fogatjament del 1553 la població havia augmentat fins a assolir 43 focs. No trobem més dades demogràfiques fins al segle xviii, moment en què Aiguaviva dobla amb escreix el seu nombre d'habitants passant de 166 h. el 1718 a 377 l'any 1787. El 1860 tenia 673 h.; 560 el 1900 i 679 el 1930. A partir d'aquesta data la població anirà minvant fins a les primeries del segle xxi que va tornar a remuntar i ara (2018) sembla tornar a retrocedir, encara que molt a poc a poc. La minva de finals de segle XX s'explica pel fet que Aiguaviva va esdevenir un centre eminentment agrícola en detriment de qualsevol activitat industrial. També cal avaluar la seva proximitat a la ciutat de Girona, que atreu a la majoria del jovent, que cerca el seu treball fora del sector agrícola i ramader.
| 1497 | 1515 | 1553 | 1787 | 1887 | 1900 | 1920 | 1950 | 1970 | 2010 | 2024 |
| 33   | 42   | 43   | 377  | 585  | 560  | 659  | 635  | 472  | 727  | 802  |

## Llocs d'interès
- Església de Sant Joan d'Aiguaviva, el punt més alt de la vila. 41° 56′ 18.55″ N, 2° 45′ 42.24″ E / 41.9384861°N,2.7617333°E (A : Església de Sant Joan d'Aiguaviva)
- Can Timbes, un mas. 41° 55′ 9.739″ N, 2° 45′ 40.04″ E / 41.91937194°N,2.7611222°E
- Casa dels Templers, Bé Cultural d'Interés Nacional.